# トゥイッケナム
トゥイッケナム(Twickenham)は、ロンドン南西部リッチモンド・アポン・テムズ・ロンドン特別区にある地区。テムズ川中流域に位置するロンドン西南部郊外のテムズ川北岸に位置する地域。

## 歴史
トゥイッケナムの川辺には、政治家、作家、コレクターでもあった ホレス・ウォルポールによって1747年と1790年の間にゴシック・リヴァイヴァル建築の別荘ストロベリー・ヒル・ハウス (Strawberry Hill House)が建てられた。
景勝の地でもあるため、19世紀に屋敷を構える画家や作家が多かった。1848年にリッチモンド鉄道橋が開通し、ロンドンへの通勤者のための郊外住宅地として急速に開発が進んだ。

## 交通
ナショナル・レールトゥイッケナム駅など

## スポーツ

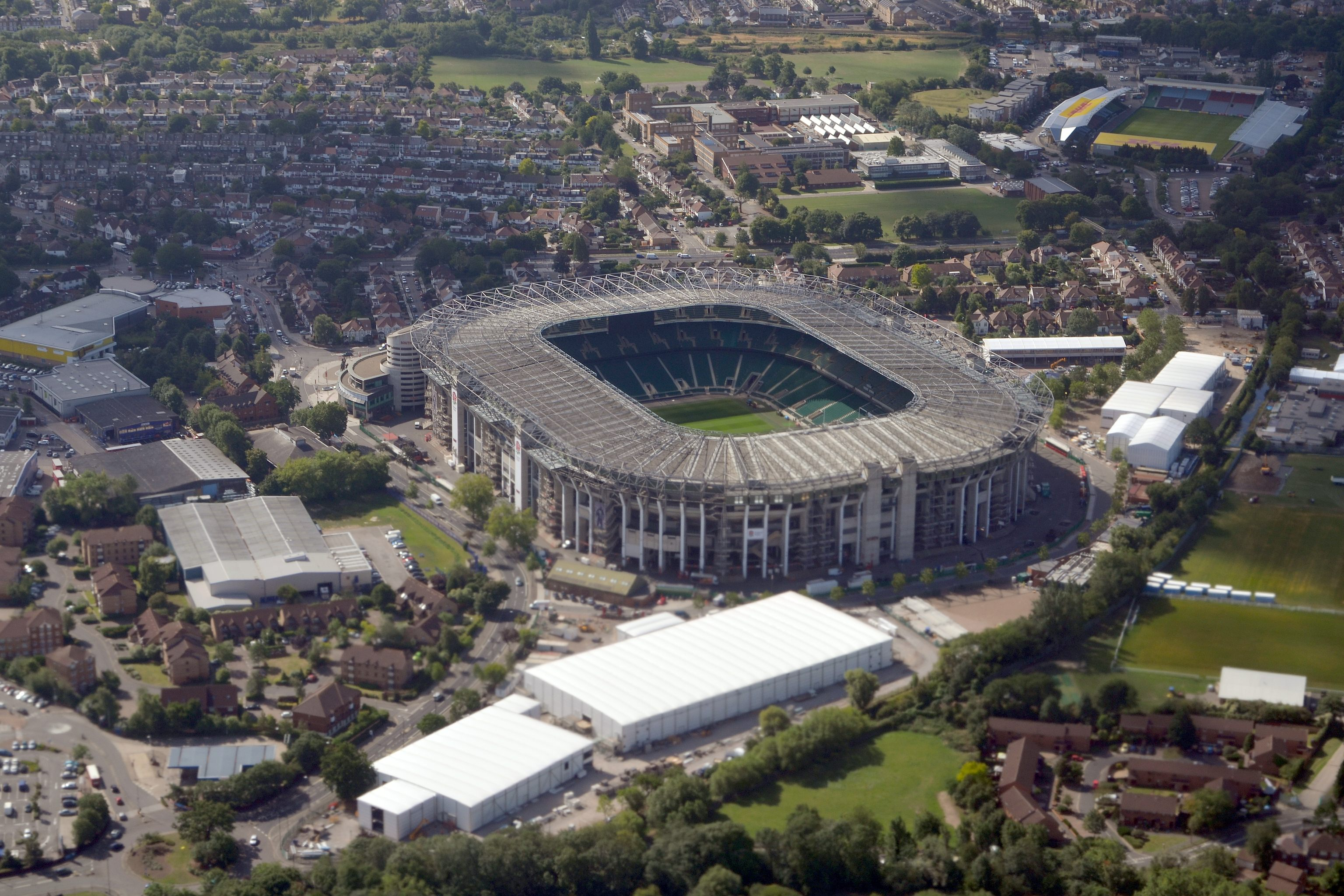
スタジアムとストゥープ

- トゥイッケナム・スタジアム - ラグビー専用スタジアム
- トゥイッケナム・ストゥープ - ラグビースタジアム

## その他
- ゲット・バック・セッション -トゥイッケナム・セッション-Twickenham Sessionともよばれる